# Menhir von Flörsheim-Dalsheim
Der Menhir von Flörsheim-Dalsheim ist ein bei Flörsheim-Dalsheim im Landkreis Alzey-Worms in Rheinland-Pfalz entdeckter und heute im Ort aufgestellter Menhir.

## Lage und Beschreibung
Der Menhir wurde Anfang der 1980er Jahre bei auf dem bei Oberflörsheim gelegenen Berg Mittelbühl beim Pflügen entdeckt. Um ihn vor der Zerstörung zu bewahren, wurde er von einem Anwohner in seinem Garten in der Zwerchgasse aufgestellt. In der Nähe des Fundortes wurden ein Bronzeschatz und ein hallstattzeitliches Grab entdeckt.
Der Menhir besteht aus Kalkstein und weist eine geglättete Oberfläche auf. Er hat eine Höhe von 140 cm, eine Breite von 60 cm und eine Tiefe von 44 cm. Er ist säulenförmig mit ovalem Querschnitt, verjüngt sich nach oben und endet in einer Spitze, die einige Vertiefungen aufweist. Ihre genaue Bedeutung ist unklar. Möglicherweise handelt es sich lediglich um Beschädigungen, die durch Verwitterung oder durch Pflügen entstanden sind. Es könnte sich aber auch um absichtliche Bearbeitungen handeln, die dem oberen Ende des Steins das Aussehen eines stilisierten Vogelkopfes geben sollten.